# Marek Katahari
Marek Katahari (nep. मारेककटहरे) – gaun wikas samiti we wschodniej części Nepalu w strefie Kośi w dystrykcie Dhankuta. Według nepalskiego spisu powszechnego z 2001 roku liczył on 1287 gospodarstw domowych i 6644 mieszkańców (3388 kobiet i 3256 mężczyzn).